# Angela Featherstone
Pour les articles homonymes, voir Featherstone (homonymie).
Angela Featherstone est une actrice canadienne née le 3 avril 1965 à Hamilton (Canada).

## Filmographie
- 1994 : Evil Dead 3 (Army of Darkness) : copine de Ash chez PrixBas
- 1994 : Dark Angel: The Ascent (vidéo) : Veronica
- 1995 : Tel père... tel flic ! (Family of Cops) (TV) : Jackie Fein
- 1996 : Illtown : Lilly
- 1997 : Friends (TV): Chloé
- 1997 : Breach of Faith: Family of Cops II (TV) : Jackie Fein
- 1997 : Les Ailes de l'enfer (Con Air) : Ginny
- 1998 : La Méthode zéro (Zero Effect) : Jess
- 1998 : Wedding singer - Demain on se marie! (The Wedding Singer) : Linda
- 1998 : Seinfeld - Saison 9, Episode 19 (La bonne ou The maid) : Cindy
- 1999 : 200 Cigarettes : Caitlyn
- 1999 : Rituals and Resolutions : Mirabell
- 2000 : Cybertr@que (Takedown) : Julia
- 2000 : Le Coupable (The Guilty) : Tanya Duncan
- 2000 : Dis maman, comment on fait les bébés ? (Skipped Parts) : Delores
- 2000 : Ivansxtc : Amanda Hill
- 2001 : L'Entre-mondes (Soul Survivors) : Raven
- 2002 : La Dernière traque (Pressure) : Amber
- 2002 : Témoin sous protection (Federal Protection) : Leigh Kirkindall
- 2002 : Jeu sans issue (One Way Out) (vidéo) : Gwen Buckley
- 2003 : Reeseville : Judith Meyers
- 2006 : The Rules: A Lesbian Survival Guide (série TV) : Kris
- 2006 : Mother : Carolyn
- 2006 : Caved In (TV) : Samantha Palmer
- 2006 : Love Hollywood Style : Cathy Sherman
- 2008 : Boston Streets (What Doesn't Kill You) : Katie
- 2009 : Exes & Ohs : Kris
- 2009 : Le Soliste
- 2010 : Wake (Beneath the Dark) de Chad Feehan : Sandy